# Дустабад
Дустабад (узб. Do'stobod) – місто в Ташкентській області Республіки Узбекистан, яке є адміністративним центром Куйичирчикського району. Воно розташоване приблизно за 50 км від залізничної станції Роз'їзд 55 на лінії Хаваст – Ташкент. Це місто має важливе стратегічне та економічне значення для регіону, а також є важливим культурним центром. У Дустабаді можна знайти різноманітні соціальні та інфраструктурні об'єкти, які обслуговують населення. 

## Історія
Дустабад, який отримав свою сучасну назву у 1996 році, раніше був відомий як Солдатський. Місто було засноване російськими переселенцями у 19 столітті як невеликий населений пункт. Засновниками селища стали безземельні селяни, які прибули з центральних губерній Росії. Селище виникло на місці, де в річку Сирдар'я впадає ріка Ахангаран. Серед його мешканців були солдати-ветерани, яким уряд за вірну службу виділив землю, а також засланці та політично неблагонадійні особи. Наприкінці 19 століття до селища прибула велика кількість селян з Воронезької губернії та Поволжя, які рятувалися від голоду, викликаного неврожаями.

## Релігія
Російські поселенці в Дустабаді заклали храм Покрови Богородиці, який був освячений у 1917 році, напередодні Жовтневого перевороту. Протягом року храм функціонував, але у 1933 році його зруйнували. У 1942 році в селищі було відкрито молитовний будинок. Через 50 років, у 1992 році, було створено подвір’я жіночого Свято-Троїцько-Микольського монастиря. У 2013 році в Дустабаді було освячено новий храм, що свідчить про відновлення релігійного життя в цьому районі та продовження традицій православної віри. 

## Економіка
Виробництво устаткування для бавовнообробних підприємств.